# Prasinocyma discata
Prasinocyma discata là một loài bướm đêm trong họ Geometridae.